# Ostricultura

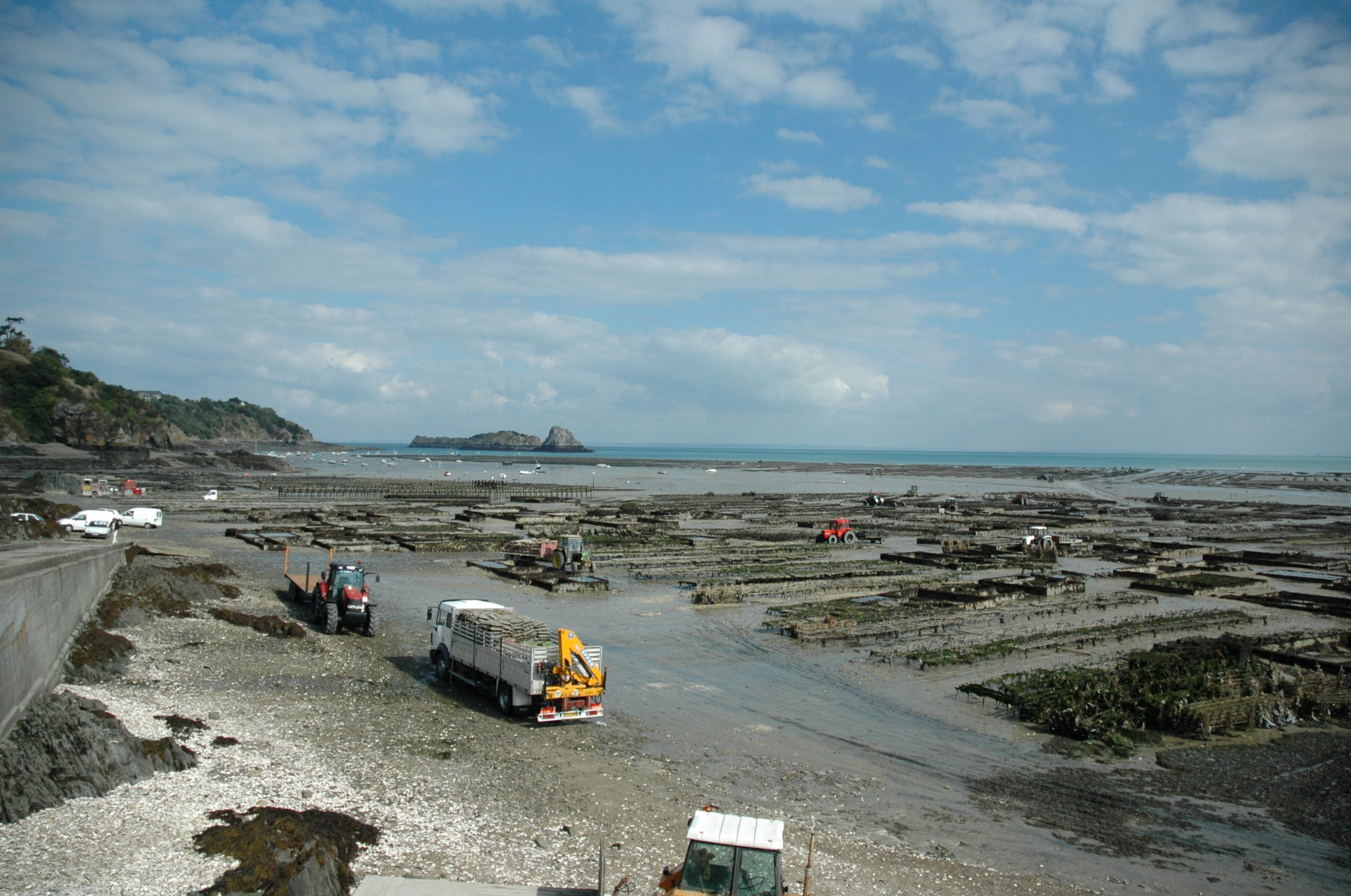
Recogida de ostras en el muelle de Cancale, Bretaña, Francia (2005)

La ostricultura es una práctica de acuicultura (o más concretamente, de maricultura) en la que se crían ostras como alimento, o bien se cultivan con el fin de aprovechar sus perlas y el nácar de sus conchas (para esta segunda actividad, véase perlicultura). El cultivo de ostras data al menos del siglo I a. C., cuando en la antigua Roma se desarrolló primero en la península itálica y posteriormente en Britania, desde donde se exportaban ostras a Roma. La industria francesa de las ostras se ha basado en especímenes cultivados desde finales del siglo XVIII.

## Historia

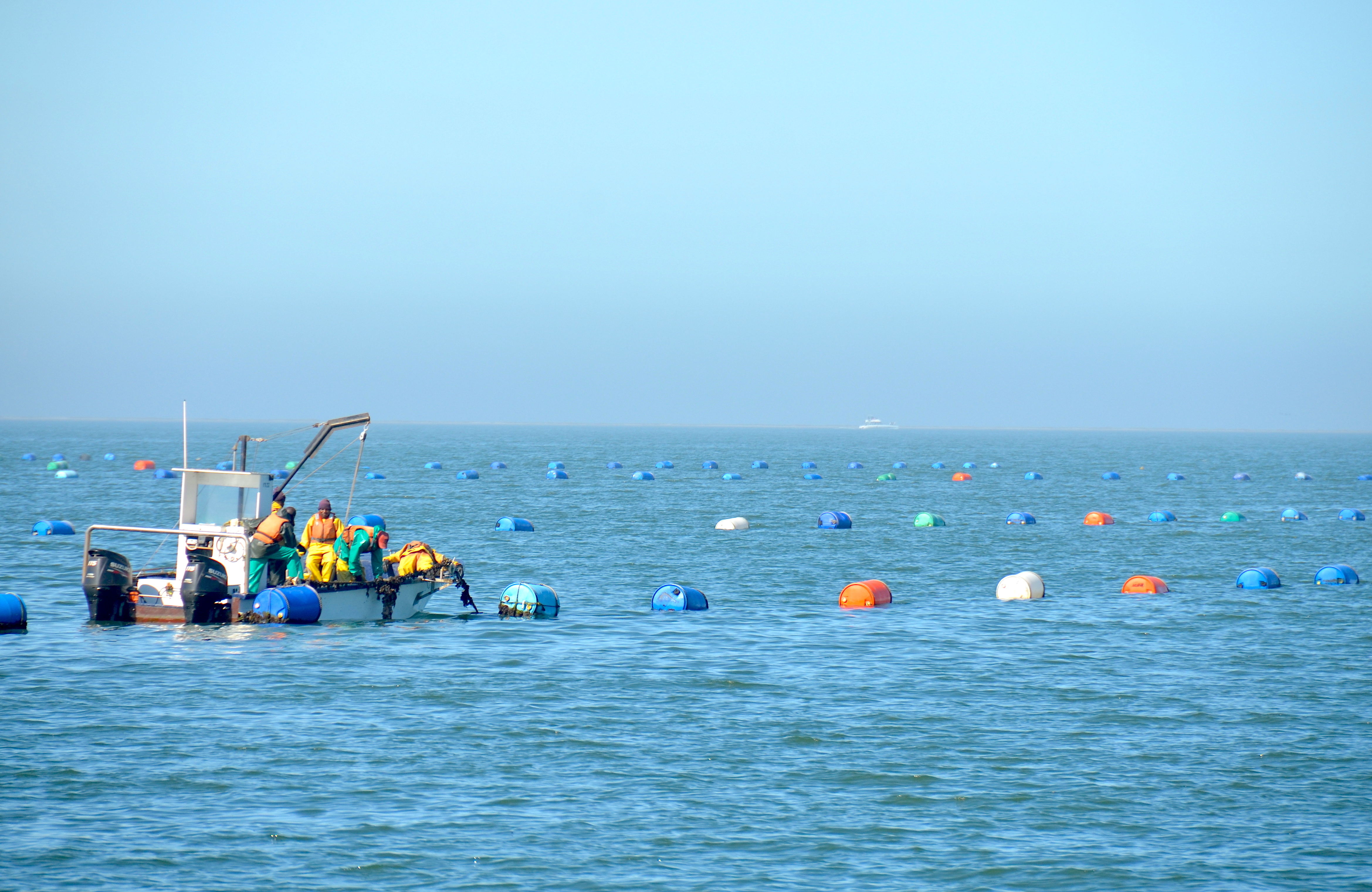
Cultivo de ostras en Walvis Bay, Namibia

El cultivo de ostras fue practicado por los antiguos romanos ya en el siglo I a. C. en la península itálica, pero con las invasiones bárbaras, la ostricultura en el Mediterráneo y el Atlántico llegó a su fin.
De hecho, los romanos fueron los primeros en cultivar ostras. El ingeniero romano Cayo Sergio Orata es conocido por sus formas innovadoras de criar y comercializar ostras. Lo hizo cultivando el molusco mediante un sistema que permitía controlar los niveles de agua.
En 1852, Monsieur de Bon comenzó a resembrar los criaderos de ostras mediante la recogida del desove de las ostras con recolectores improvisados. Un paso importante para el cultivo moderno de ostras fue la granja de ostras construida por Hyacinthe Boeuf en la isla de Ré. Después de obtener los derechos sobre una parte de la costa, construyó un muro para hacer un embalse y romper la fuerza de la corriente. Tiempo después, la pared se cubrió con semillas provenientes espontáneamente del mar, con una densidad de 2000 ostras por metro cuadrado.
Los antiguos romanos comenzaron a cultivar ostras el estuario del Támesis en Hampton-On-Sea, o Kent, Inglaterra, desde el siglo I hasta aproximadamente el siglo IV. Exportarían las ostras a Roma y a todo el Imperio Romano. Pero habría que esperar hasta el siglo XIX para que, el 25 de julio de 1864, The Herne Bay Hampton and Recuiver Oyster Fishery Company se instalara en la misma zona para comenzar de nuevo con el cultivo de ostras. En la década de 1870, el comercio de ostras sufrió la sobrepesca y provocó el declive de la industria. Esto hizo que el gobierno de Inglaterra aprobara la Ley de 1877 para solucionar el problema. Esta ley impedía la venta de ostras obtenidas por dragado desde los meses de junio hasta agosto, y la venta de ostras de estanques de agua dulce entre mayo y agosto. Un par de años más tarde, la empresa cerró sus puertas y todos los activos se vendieron en 1881, concluyendo el cultivo de ostras en el área del estuario del Támesis en Inglaterra. Otro lugar de Inglaterra famoso por la pesca de ostras es Whistable. Las conocidas como "plataformas de Kent" existentes en la zona se han utilizado para la recolección de ostras desde la época de los romanos. Las ostras se enviaban a Italia, donde los emperadores romanos las pagaban por su peso en oro.

## Variedades de ostras de cultivo
Las ostras comestibles comúnmente cultivadas incluyen el ostión de Virginia (Crassostrea virginica), la ostra japonesa (Crassostrea gigas), la ostra común (Ostrea edulis), la ostra de Sídney (Saccostrea glomerata) y la ostra del sur (Ostrea angasi).

## Cultivo
Las ostras crecen naturalmente en cuerpos de agua salobre como los estuarios de algunos grandes ríos. Cuando se cultivan, la temperatura y la salinidad del agua se controlan (o al menos se monitorizan), para inducir el desove y la fertilización, así como para acelerar la tasa de maduración, que puede llevar varios años.
El primer paso para cultivar ostras es acondicionar los ejemplares reproductores, las ostras "madres" que proporcionarán gametos para las larvas. Las ostras en la naturaleza solo están "maduras" (es decir, en disposición de producir gametos) durante un breve período. Todas las ostras en un área desovan al mismo tiempo para aumentar las posibilidades de que sus gametos se encuentren y se produzcan larvas fértiles. Para asegurar el desove de las ostras maduras durante toda la temporada, algunos productores eligen mantenerlas en un recinto separado donde el productor puede manipular la temperatura y el alimento disponible. Si bien se puede usar un sistema de recirculación, generalmente es mejor un sistema de flujo continuo porque la diversidad natural del fitoplancton es una mejor dieta para acondicionar las ostras. Al configurar este sistema separado, el productor puede imitar la transición del invierno al verano más rápido que en tiempo real y, esencialmente, engañar a las ostras reproductoras para que desoven cuando se necesiten más larvas.
Para inducir el desove, se pone un lote de ostras en una bandeja, y se calienta y enfría rápidamente el agua. Es importante tener una gran cantidad de ostras, porque es imposible saber si una ostra es macho o hembra por su apariencia exterior. Una vez que las ostras comienzan a desovar, se pueden recoger y colocar en sus propios contenedores separados hasta que hayan liberado todos sus gametos. Luego, se mezclan los óvulos con los espermatozoides para fertilizarlos.
Los tanques de larvas deben limpiarse y desinfectarse antes de llenarlos de agua. La calidad del agua debe adaptarse a la especie en particular, pero la mayoría de las larvas generalmente crecerán más rápido en aguas más cálidas. Después de que los huevos fertilizados y las larvas en etapa inicial se hayan agregado al tanque, deben alimentarse con algas filtradas o cultivadas diariamente, y cambiar el agua cada dos días. Esto asegura que ningún patógeno u organismo extraño pueda competir con las larvas o se las coma, y que se mantenga una calidad del agua óptima para fomentar su crecimiento. Esta es la etapa más delicada del cultivo de las ostras.
Después de unas dos semanas, las larvas están listas para asentarse, y han desarrollado una decoloración pequeña y redonda llamada mancha ocular (a pesar de no usarse para ver) y su pie musculoso es visible al microscopio. En este punto, las larvas se pueden sembrar en distintos medios de cultivo. El mejor soporte suelen ser conchas de ostra enteras o machacadas, porque las larvas se sienten naturalmente atraídas por otras conchas de ostra para asegurar su futuro éxito reproductivo. Una vez que las larvas se asientan, se consideran escupidas.
Generalmente se utilizan tres métodos de cultivo. Las ostras se cultivan hasta el tamaño de huevas, el punto en el que se adhieren a un sustrato conocido en inglés como "cultch" (también escrito "cutch" o "culch"). La semilla suelta puede dejarse madurar más para formar ostras "semilla" con conchas pequeñas. En cualquiera de los casos (estado de hueva o de semilla), se dejan madurar, momento a partir del que se hace la elección del método de cultivo.
En el primer método, las ostras en forma de hueva o semilla se distribuyen sobre criaderos de ostras existentes y se dejan madurar naturalmente. Dichas ostras luego se recolectarán utilizando los métodos habituales para la recogida de ostras salvajes, como el dragado.
En el segundo método, pueden colocarse en estantes, bolsas o jaulas (o pueden pegarse a cuerdas verticales) que se mantienen por encima del fondo. Las ostras cultivadas de esta manera se pueden recolectar levantando las bolsas o jaulas hasta la superficie y retirando las ostras maduras, o simplemente recuperando las ostras más grandes cuando las cestas quedan expuestas al aire durante la marea baja. Este último procedimiento puede reducir las pérdidas causadas por algunos depredadores marinos, pero es más costoso.
En el tercer método, se colocan sobre un sustrato o "cultch" dentro de un tanque de maduración artificial, que puede alimentarse con agua especialmente preparada con el fin de acelerar la tasa de crecimiento de las ostras. En particular, la temperatura y la salinidad del agua pueden modificarse con respecto a la del océano cercano. También pueden añadirse al agua minerales de carbonato cálcico como calcita y aragonito para que las ostras desarrollen sus conchas más rápidamente. Esta última técnica de cultivo puede ser la menos susceptible a los depredadores y a la pesca furtiva, pero es la más costosa de construir y operar. La ostra del Japón (Crassostrea gigas) es la especie más utilizada en este tipo de cultivo.

### Barcos
Durante el siglo XIX se desarrollaron en los Estados Unidos varios diseños de veleros de poco calado para la pesca de ostras en la bahía de Chesapeake, incluyendo distintos tipos denominados bugeye, log canoe, pungy, sharpie y skipjack. Durante la década de 1880, también se desarrolló una lancha motora conocida como Chesapeake Bay deadrise.
Desde 1977, varios armadores de Bretaña han construido vehículos anfibios especializados para su uso en la industria del cultivo de ostras y otros moluscos en la zona. Poseen un casco de aluminio, tienen un fondo relativamente plano y disponen de tres, cuatro o seis ruedas, según su tamaño. Cuando la marea está baja, pueden circular por la zona costera valiéndose de sus ruedas. Cuando la marea está alta, usan una hélice para moverse por el agua. Los criadores de ostras en Jersey utilizan barcos similares.

## Imágenes

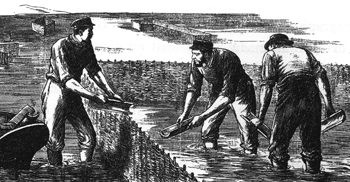
Cultivo de ostras utilizando tejas como sustrato. Tomado de The Illustrated London News (1881)
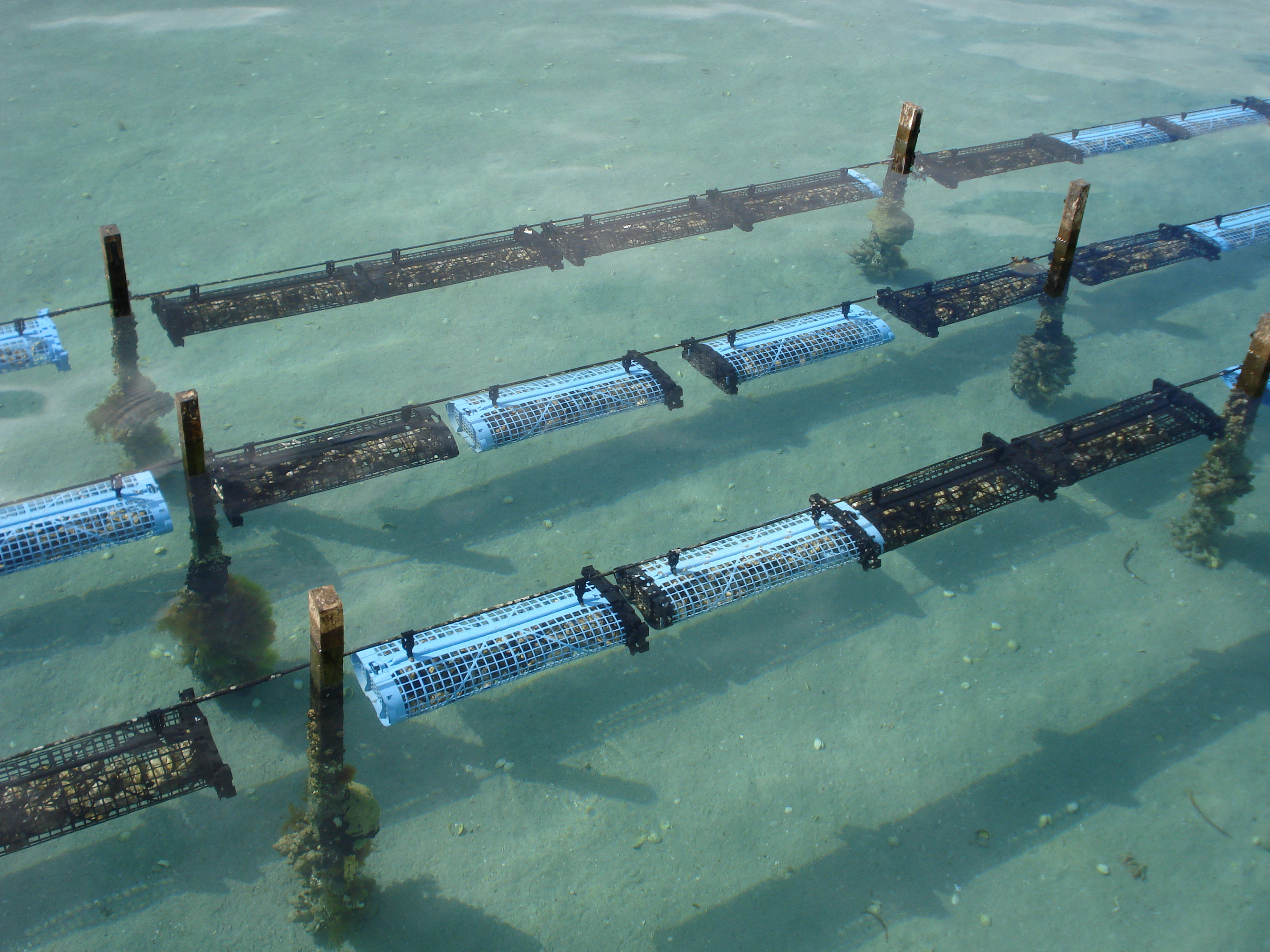
Cestas especiales para el cultivo de ostras
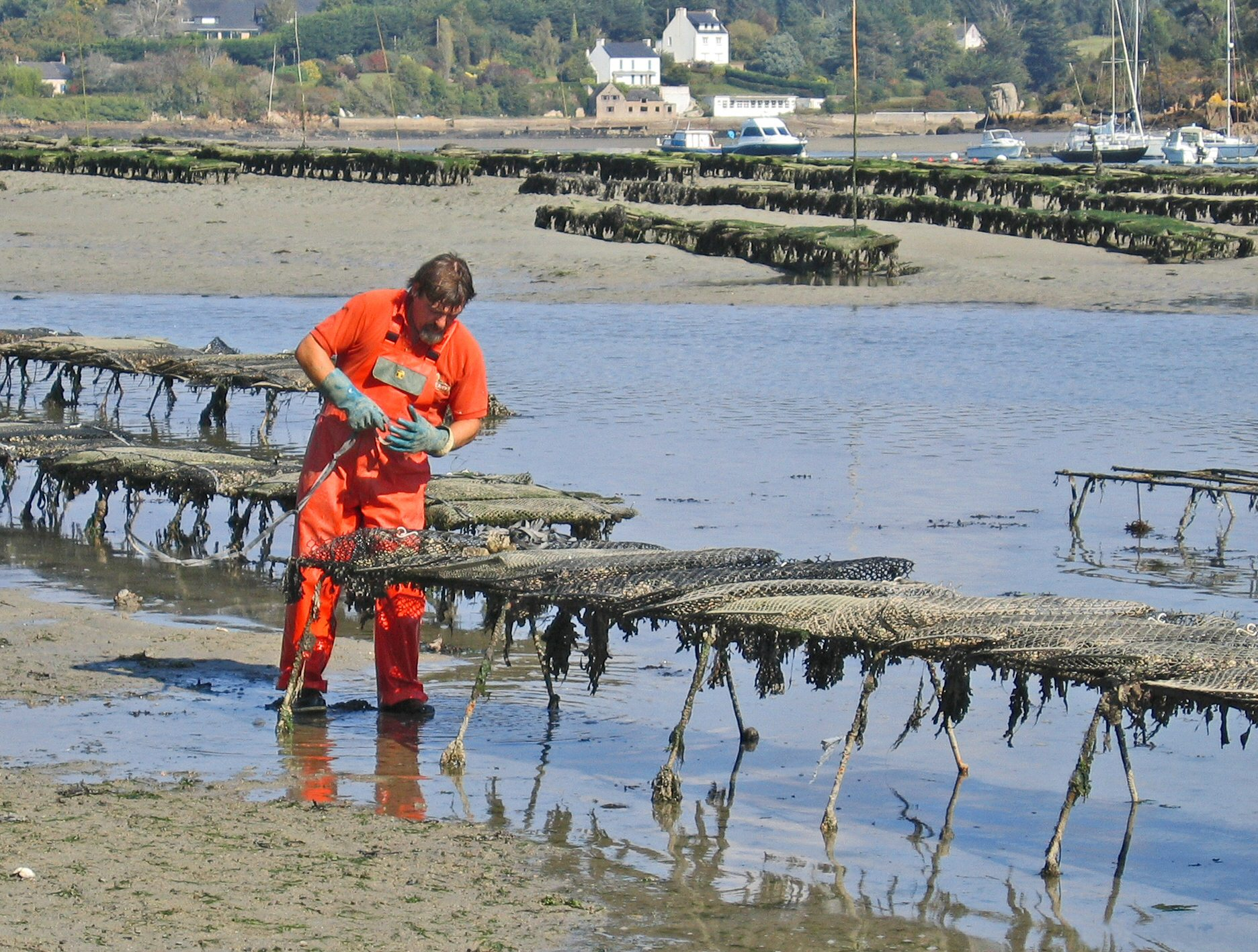
Trabajando con ostras en Belon, Bretaña (2005)
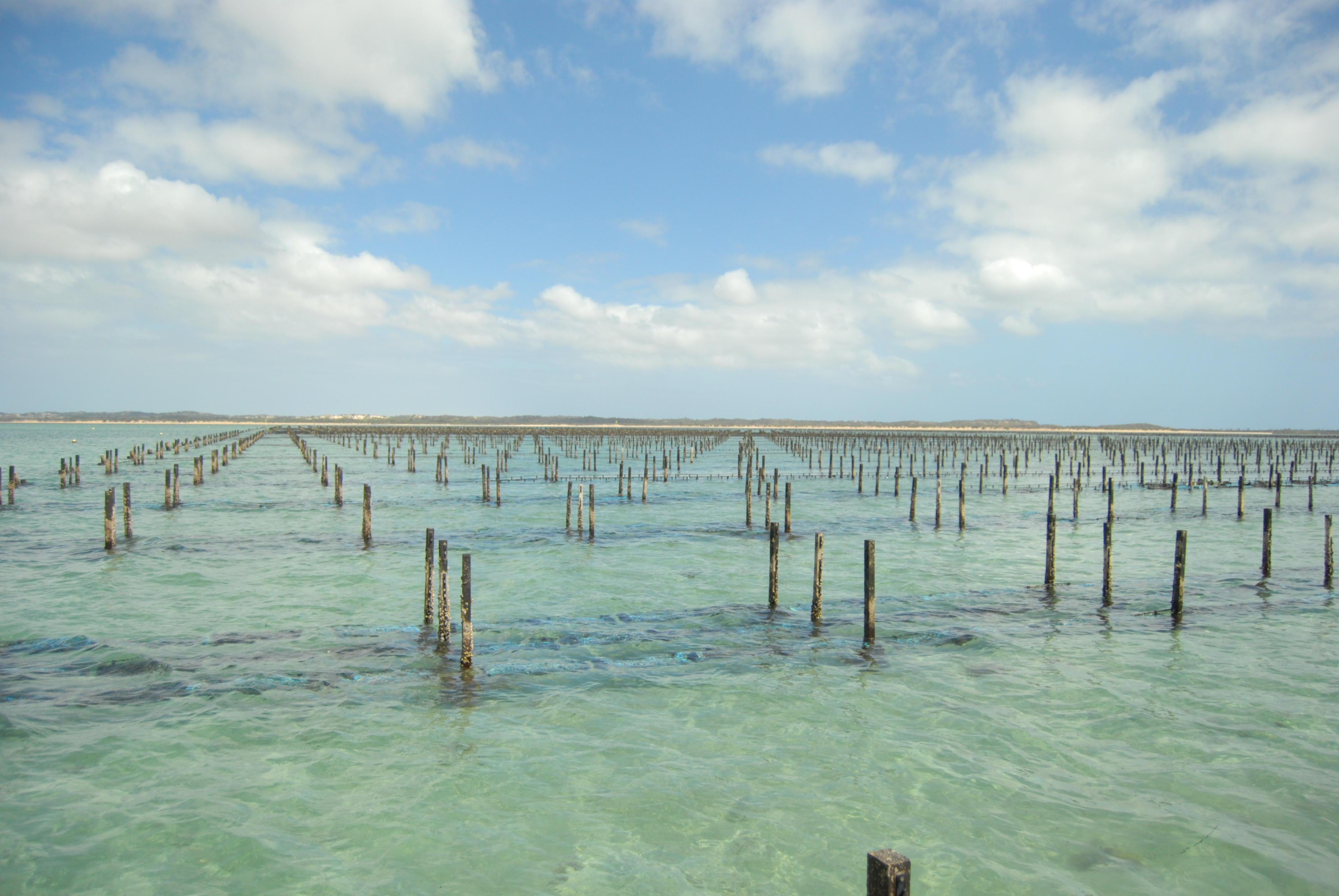
Cultivo de ostras en el sur de Australia
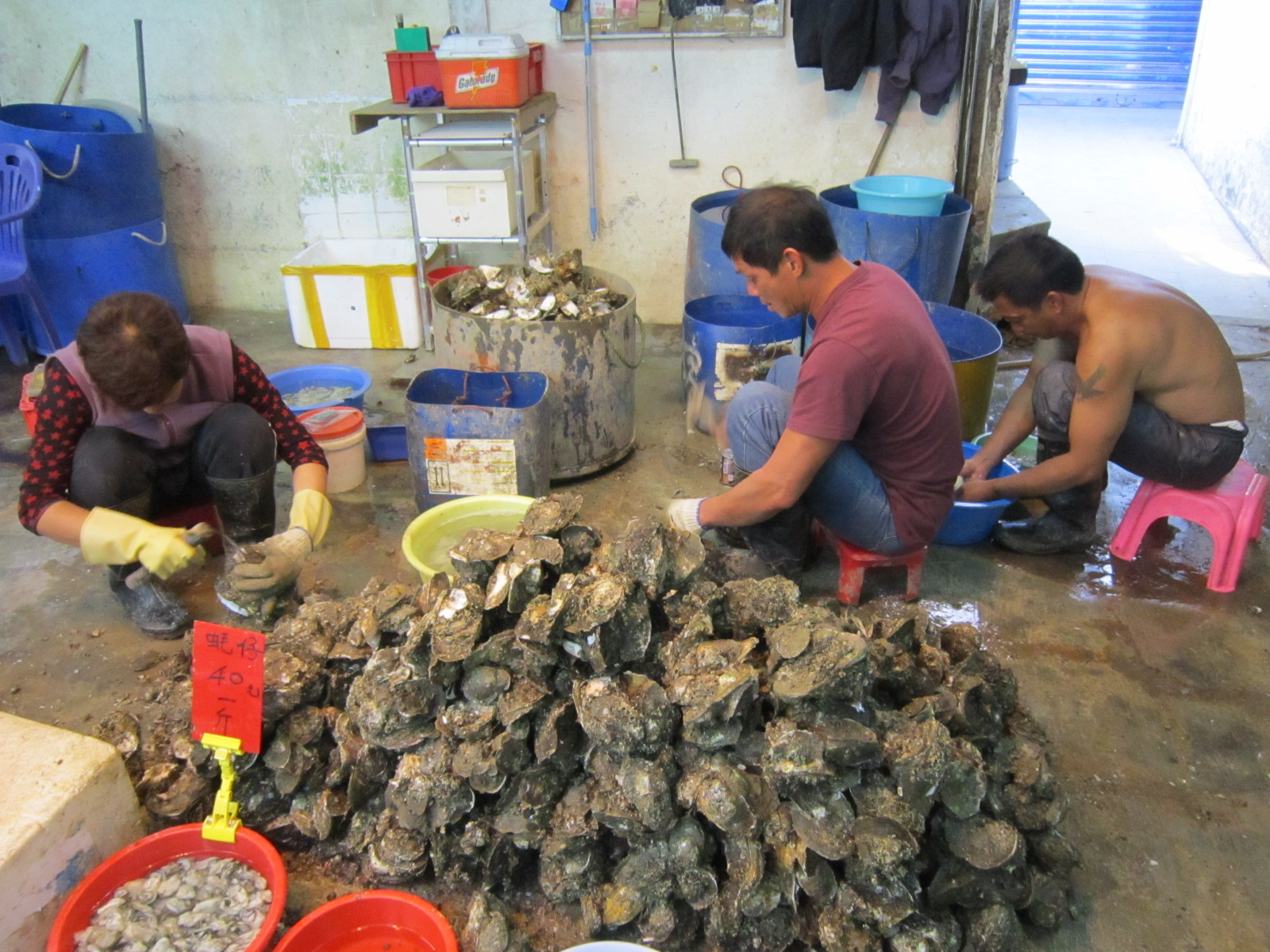
Limpieza de ostras para su venta en Lau Fau Shan, Hong Kong
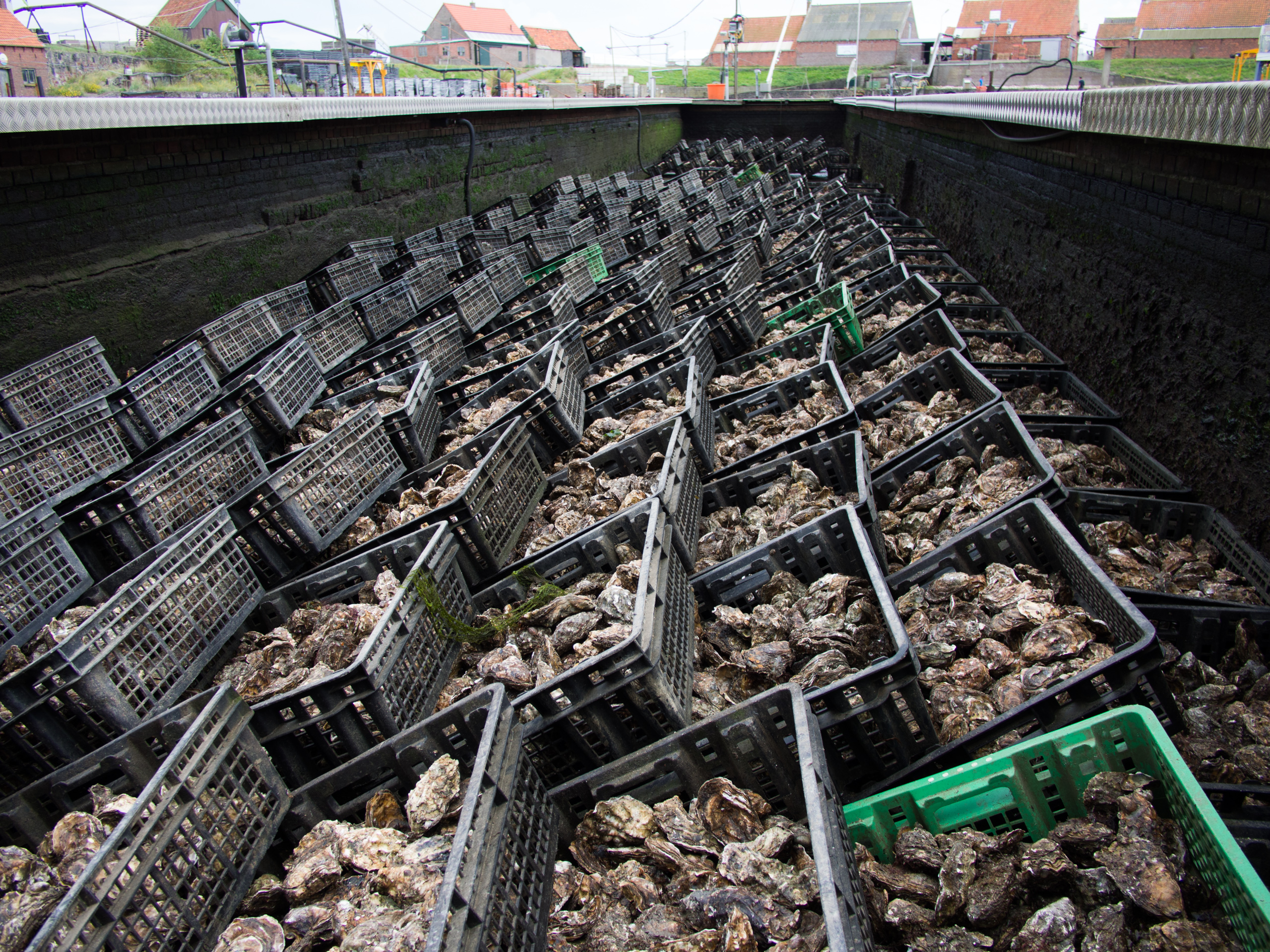
En Yerseke, Países Bajos, las ostras se mantienen en grandes fosos después de la "cosecha", hasta que se venden. El agua de mar se bombea hacia adentro y hacia afuera, simulando la marea

## Consideraciones ambientales
El cultivo de ostras y otros moluscos de concha contribuye a la restauración del medio ambiente y a la vez permite aliviar la presión sobre las fuentes de proteínas de origen terrestre. En algunos países se fomenta la restauración de las poblaciones de ostras por los organismos públicos medioambientales, dado que es una actividad que contribuye al mantenimiento de la calidad del agua; mejora la protección de la costa y la estabilización de sedimentos; permite regular el contenido de nutrientes del agua; y sirve como hábitat para otros organismos marinos. Dado que se ha producido una disminución en la población de ostras, se han desarrollado proyectos de restauración de ostras nativas en lugares como Liberty Bay, en el estado de Washington. El cultivo de ostras tiene impactos mínimos o positivos sobre el medio ambiente circundante en la bahía de Chesapeake, donde se han puesto en marcha numerosos proyectos para restaurar las poblaciones de ostras. En los EE. UU., Delaware es el único estado de la costa este sin acuicultura de ostras, aunque se ha estado considerando convertir la acuicultura en una industria controlada por el estado mediante el arrendamiento de zonas acuáticas dedicadas a la recolección comercial de mariscos. Los partidarios de la legislación de Delaware para permitir la acuicultura citan los ingresos, la creación de empleo y los beneficios del ciclo de nutrientes. Se estima que una superficie de 1 acre (4050 m²) puede producir cerca de 750.000 ostras, que podrían filtrar entre 15 y 40 millones de 40 000 000 galones americanos (151 000 m³) de agua al día.
Otras fuentes afirman que una sola ostra puede filtrar de 24 a 96 litros por día (1 a 4 litros por hora). Con 750 000 ostras en un acre, se pueden filtrar entre 18 000 000 y 72 000 000 litros de agua, eliminando la mayoría de las partículas suspendidas en la columna de agua. Las partículas que eliminan las ostras son arena, arcilla, limo, detritos y fitoplancton. Es posible que todas estas partículas contengan contaminación dañina que se origina en fuentes antropogénicas. En lugar de ser ingeridos por otros organismos filtradores que luego son digeridos por organismos más grandes, las ostras pueden secuestrar estos contaminantes posiblemente dañinos y excretarlos para depositarlos en los sedimentos acumulados el fondo de las vías fluviales. Para eliminar estos contaminantes del sedimento, se pueden agregar especies de algas marinas que los absorben en sus tejidos, que podrían eliminarse y llevarse a un área controlada donde la contaminación no resulte dañina para el medio ambiente circundante. Más recientemente, se ha propuesto el cultivo a gran escala de ostras y otros mariscos como método para combatir el cambio climático, porque el crecimiento de la concha de la ostra secuestra dióxido de carbono atmosférico para formar carbonato cálcico, un compuesto estable a escala geológica. En los Estados Unidos, el cultivo de ostras del Pacífico en áreas de marea supone la mejora de la calidad de las aguas costeras. Está sometido a normas y regulaciones federales, mediante las que se supervisan la seguridad del medio ambiente y los efectos sobre la salud de los seres humanos. Carlsbad Aquafarm, ubicada en el sur de California, está cultivando ostras del Pacífico mediante el uso de balsas y bandejas para optimizar la producción, y opera cerca de una moderna planta desalinizadora. Las nuevas normas y políticas de impacto ambiental adoptadas fueron creadas y actualizadas por la Agencia de Protección Ambiental de Estados Unidos (EPA), que aprobó la ubicación y construcción de la Planta Desalinizadora Claude Lewis Carlsbad a través de la Ley Federal de Agua Limpia el 7 de abril de 2016, cuyo enfoque principal fue minimizar el impacto ambiental junto con la actividad de acuicultura desarrollada por la Carlsbad Aquafarm. Las solicitudes y los permisos para proyectos de acuicultura como Avalon Ocean Farm se hacen públicos y deben seguir las mismas pautas de la EPA y de la Ley del Agua Limpia. La calidad del agua, los mamíferos marinos (incluidas especies en peligro de extinción) y las evaluaciones de impacto ambiental previstas se enumeran en la descripción del proyecto para minimizar, gestionar y mitigar su impacto ambiental.

## Depredadores, enfermedades y plagas
Los depredadores de ostras incluyen las estrellas de mar, algunas especies de gusanos marinos, las rayas, el cangrejo moro, aves como las gaviotas, los propios seres humanos.
Agente biológico patógenos que pueden afectar a las ostras C. virginica o C. gigas incluyen al perkinsus marinus (Dermo) y al haplosporidium nelsoni (MSX). Sin embargo, la especie de ostra C. virginica es mucho más susceptible a las infecciones por Dermo o MSX que C. gigas. Patógenos de las ostras O. edulis incluyen al marteilia refringens y al bonamia ostreae. En el norte del océano Atlántico, el cangrejo de las ostras puede vivir en una relación endosimbiótica de comensalismo dentro de una ostra huésped. Dado que los cangrejos de las ostras también se consideran un manjar comestible, no se retiran de las ostras jóvenes cultivadas, ya que pueden recolectarse para su venta.
La dermoenfermedad es causada por un parásito protozoario que infecta a las células sanguíneas de la ostra: el perkinsus marinus. Se propaga cuando las etapas infecciosas se liberan en la columna de agua de una ostra infectada y se desvían hacia un nuevo huésped. Es más común en aguas con temperatura por encima de los 77 grados Fahrenheit (25 °C).
MSX significa "Esfera multinucleada desconocida" y es letal para C. virginica. Es un protozoario unicelular con un método desconocido de transmisión entre ostras. No parece transferirse de ostra a ostra como lo hace Dermo. Después de un brote en 1997, se desarrolló una cepa de ostras resistentes al MSX. El protozoo puede eliminarse reduciendo la temperatura del agua y su salinidad, pero una vez infectadas, las ostras mueren en un mes.
Tanto MSX como Dermo se consideran no dañinos para los humanos. Vibrio, sin embargo, es una enfermedad que transmiten las ostras y otros mariscos y puede enfermar a las personas, pero no es dañina para la ostra en sí. Solo se puede transmitir de las ostras a los humanos si se consumen crudas, y es más común en aguas cálidas. En consecuencia, se exige que todos los mariscos comerciales se refrigeren antes de servirse, en un intento de matar la bacteria vibrio.
Así mismo, el gusano marino polychaeta es conocido como una plaga de las ostras cultivadas.